# Borská skalka
Borská skalka, standardizovaným názvem Skalka, je zčásti zalesněný kopec na severním okraji Nového Boru v okrese Česká Lípa v Libereckém kraji, na katastrálním území jeho čtvrti Arnultovice. Dosahuje výšky 479 m, vrcholová část je přístupná po neznačených lesních pěšinách. Od centra Nového Boru je vzdálená zhruba 2,5 km severním směrem k obci Polevsko. Kopec leží na území Chráněné krajinné oblasti Lužické hory při její jihozápadní hranici.

## Název
Název Borská skalka je zastaralý a byl uváděn ve vydáních státních map měřítka 1 : 5 000 do roku 1989. Nový název Skalka byl uveden na státní mapě poprvé v roce 1996.
Kopec se dříve též jmenoval Zaječí vrch a skála na vrcholu Drasslerův kámen.

## Popis
Nevysoký čedičový kopec je zčásti zalesněný listnatými stromy. Zcela na vrcholu je obnažená skála, na jejímž vrcholu je železný stožár. Výstup na vrcholový čedičový suk je velmi obtížný. Pod kopcem protéká potok Šporka. Pod jižním úbočím kopce je vedena silnice I/9. Mosty pod ní jsou vedeny cesty a místní komunikace, využité i pro značené turistické trasy, zelené a modré vedoucí na sever z Nového Boru. Z těchto tras jsou neznačené pěšiny k vrcholu. Z vrcholu čedičové skály je nad vrcholy stromů dobrý výhled na okolní vrchy.

## Geomorfologické začlenění
Hranice mezi Lužickými horami a nižší Ralskou pahorkatinou je na linii Nový Bor a Svor, hranice mezi Českým středohořím a Lužickými horami je vedena po linii Nový Bor, Prysk, Česká Kamenice. Trojúhelník mezi nimi na sever od Nového Boru patří Lužickým horám, u města jsou nejblíže Borský vrch, Borská skála a hora Klíč, vesměs v okrsku Klíčská hornatina.

## Historie
U silničního mostku přes Šporku na úpatí kopce došlo 21. května 1918 ke střetu  vojáků z útvaru novoborských pohraničních myslivců s účastníky Rumburské vzpoury.

## Horolezectví
Čedičová, 28 metrů vysoká vrcholová skála, která se nachází na soukromém pozemku, je známou horolezeckou lokalitou. Je zde celkem 15 lezeckých cest od mírně těžkých až po neobyčejně těžké, tj. v rozmezí stupňů od 4 až po 9- dle stupnice obtížnosti UIAA. Začátek každé cesty je označen písmenem nebo číslicí podle popisu v průvodci.

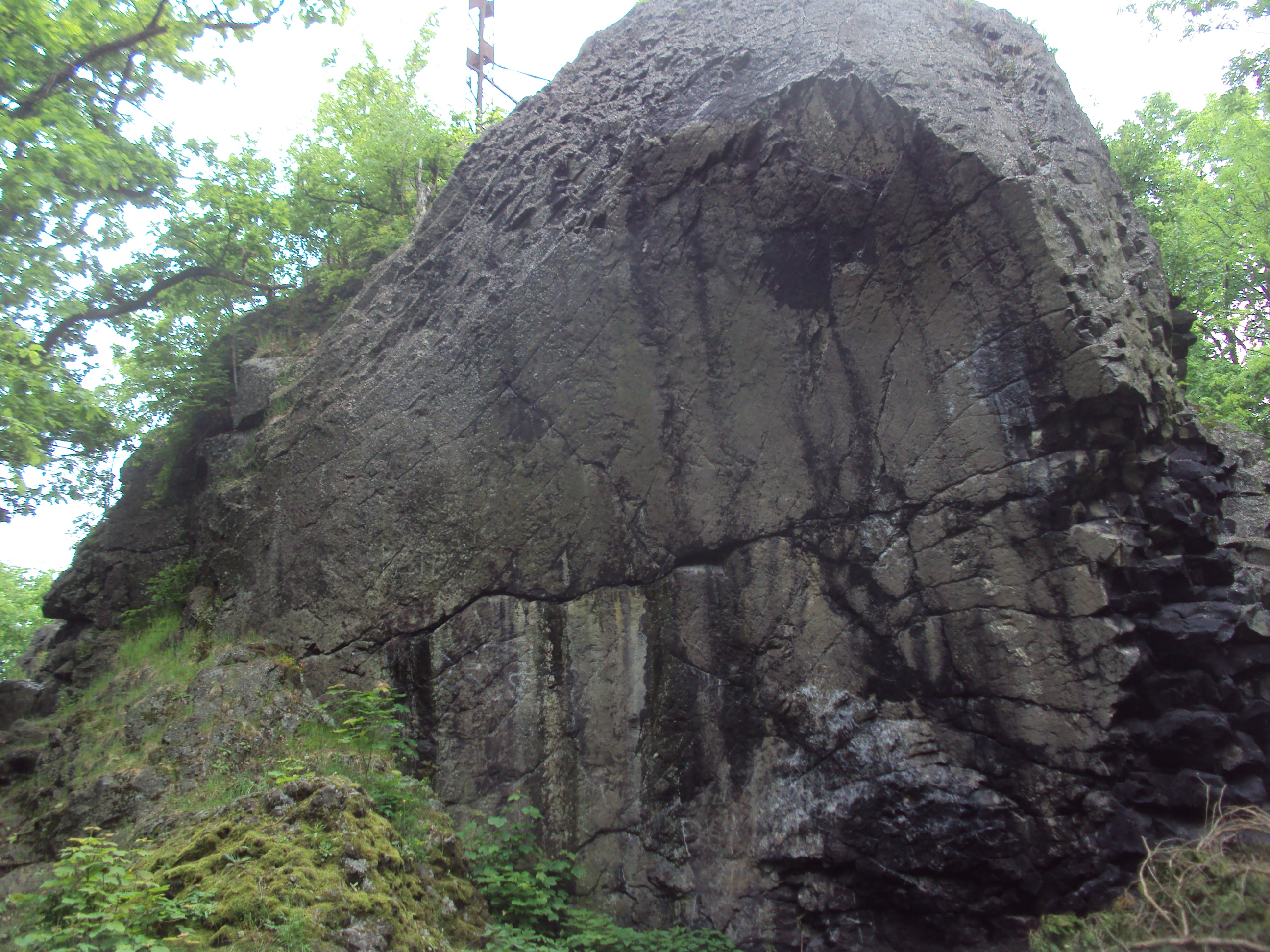
Čedičový suk na vrcholu kopce